# 乌思藏纳里速古鲁孙等三路宣慰使司都元帅府
烏思藏納里速古魯孫等三路宣慰使司都元帥府，又称乌思藏宣慰司，是元朝设于西藏地区的地方行政機構，受宣政院管轄，也是其下三个“宣慰使司都元帥府”之一。秩从二品，设宣慰使五員﹐同知二員﹐副使一員﹐經歷一員﹐鎮撫一員﹐捕盜司官一員。另设纳里速古儿孙元帅二员，乌思藏管蒙古军都元帅二员，乌思藏处转运一员，担里管军招讨使一员，担里脱脱禾孙一员。它主要的职责是传宣政令、管理驿站和元朝在西藏的驻军。治所位于萨斯迦（今西藏萨迦）。

## 辖境
下轄乌思（前藏）、藏（后藏）、纳里速古鲁孙（阿里）三区域，乌思藏置十三万户府，大致相当于今西藏自治区之地。